# Procerodes segmentata
Procerodes segmentata is een platworm (Platyhelminthes). De worm is tweeslachtig. De soort leeft in het zoute water.
Het geslacht Procerodes, waarin de platworm wordt geplaatst, wordt tot de familie Procerodidae gerekend. De wetenschappelijke naam van de soort werd voor het eerst geldig gepubliceerd in 1881 door Lang.